# Holochelus syriacus
Holochelus syriacus är en skalbaggsart som beskrevs av Brenske 1886. Holochelus syriacus ingår i släktet Holochelus och familjen Melolonthidae. Inga underarter finns listade i Catalogue of Life.